# West-Aziatisch kampioenschap voetbal 2000
De West Asian Football Federation Championship 2000 vond plaats in Amman de hoofdstad van Jordanië. Iran won het eerste toernooi door in de finale Syrië met 1-0 te verslaan. De eindronde vond plaats van 23 mei 2000 tot en met 3 juni 2000.

## Geplaatste teams
| WAFF-leden                                                              | Uitgenodigd (Centraal Azië) |
| ----------------------------------------------------------------------- | --------------------------- |
| 1. Jordanië (Gastland) 2. Iran 3. Syrië 4. Palestina 5. Irak 6. Libanon | 1. Kazachstan 2. Kirgizië   |

## Stadion
| Amman                    | · Amman Jordanië | · Amman Jordanië |
| King Abdullah II Stadion | · Amman Jordanië | · Amman Jordanië |
| Capaciteit: 18.000       | · Amman Jordanië | · Amman Jordanië |
|                          | · Amman Jordanië | · Amman Jordanië |

## Groepsfase

### Groep A
| Land       | Gsp | Win | Gel | Ver | DV | DT | +/− | Pnt |
| ---------- | --- | --- | --- | --- | -- | -- | --- | --- |
| Iran       | 3   | 2   | 1   | 0   | 5  | 1  | +4  | 7   |
| Syrië      | 3   | 2   | 0   | 1   | 5  | 1  | +4  | 6   |
| Kazachstan | 3   | 1   | 0   | 2   | 3  | 9  | −6  | 3   |
| Palestina  | 3   | 0   | 1   | 2   | 3  | 5  | −2  | 1   |

|                                |                             |       |            |                              |
| 24 mei 2000 «onderlinge duels» | Iran                        | 3 – 0 | Kazachstan | Amman Internationaal Stadion |
| 24 mei 2000 «onderlinge duels» | Karimi 6' 73' Hashemian 45' |       |            | Amman Internationaal Stadion |

|                                |           |               |       |                              |
| 24 mei 2000 «onderlinge duels» | Palestina | 0 – 1         | Syrië | Amman Internationaal Stadion |
| 24 mei 2000 «onderlinge duels» |           | Al Beetar 80' |       | Amman Internationaal Stadion |

|                                |            |                                                       |       |                              |
| 26 mei 2000 «onderlinge duels» | Kazachstan | 0 – 4                                                 | Syrië | Amman Internationaal Stadion |
| 26 mei 2000 «onderlinge duels» |            | Azzam 26' Al Boushy 56' Haj Mustafa 57' Al Beetar 82' |       | Amman Internationaal Stadion |

|                                |             |       |            |                              |
| 26 mei 2000 «onderlinge duels» | Iran        | 1 – 1 | Palestina  | Amman Internationaal Stadion |
| 26 mei 2000 «onderlinge duels» | Samereh 54' |       | Diab 90+2' | Amman Internationaal Stadion |

|                                |                       |       |                                   |                              |
| 28 mei 2000 «onderlinge duels» | Palestina             | 2 – 3 | Kazachstan                        | Amman Internationaal Stadion |
| 28 mei 2000 «onderlinge duels» | Diab 55' Al Faran 83' |       | Kadyrkoluv 29' 88' Vencheslav 43' | Amman Internationaal Stadion |

|                                |                   |       |       |                              |
| 28 mei 2000 «onderlinge duels» | Iran              | 1 – 0 | Syrië | Amman Internationaal Stadion |
| 28 mei 2000 «onderlinge duels» | Karimi 60' (pen.) |       |       | Amman Internationaal Stadion |

### Groep B
| Land     | Gsp | Win | Gel | Ver | DV | DT | +/− | Pnt |
| -------- | --- | --- | --- | --- | -- | -- | --- | --- |
| Irak     | 3   | 2   | 1   | 0   | 6  | 1  | +5  | 7   |
| Jordanië | 3   | 1   | 2   | 0   | 2  | 0  | +2  | 5   |
| Libanon  | 3   | 1   | 1   | 1   | 3  | 2  | +1  | 4   |
| Kirgizië | 3   | 0   | 0   | 3   | 0  | 8  | −8  | 0   |

|                                |                                   |       |          |                              |
| 23 mei 2000 «onderlinge duels» | Jordanië                          | 2 – 0 | Kirgizië | Amman Internationaal Stadion |
| 23 mei 2000 «onderlinge duels» | Abou Zamaa 28' (pen.) Shaqran 68' |       |          | Amman Internationaal Stadion |

|                                |                                  |       |          |                              |
| 23 mei 2000 «onderlinge duels» | Irak                             | 2 – 1 | Libanon  | Amman Internationaal Stadion |
| 23 mei 2000 «onderlinge duels» | Abbas Obeid 63' (pen.) Fawzi 66' |       | Zein 15' | Amman Internationaal Stadion |

|                                |                    |       |          |                              |
| 25 mei 2000 «onderlinge duels» | Libanon            | 2 – 0 | Kirgizië | Amman Internationaal Stadion |
| 25 mei 2000 «onderlinge duels» | Zein 41' Antar 76' |       |          | Amman Internationaal Stadion |

|                                |          |       |      |                              |
| 25 mei 2000 «onderlinge duels» | Jordanië | 0 – 0 | Irak | Amman Internationaal Stadion |
| 25 mei 2000 «onderlinge duels» |          |       |      | Amman Internationaal Stadion |

|                                |                              |       |          |                              |
| 27 mei 2000 «onderlinge duels» | Irak                         | 4 – 0 | Kirgizië | Amman Internationaal Stadion |
| 27 mei 2000 «onderlinge duels» | Farhan 28' 35' 75' Fiead 67' |       |          | Amman Internationaal Stadion |

|                                |          |       |         |                              |
| 27 mei 2000 «onderlinge duels» | Jordanië | 0 – 0 | Libanon | Amman Internationaal Stadion |
| 27 mei 2000 «onderlinge duels» |          |       |         | Amman Internationaal Stadion |

## Knockout-fase
|  | halve finale   | halve finale   |   |                | finale         | finale |
|  |                |                |   |                |                |        |
|  | 31 mei – Amman |                |   |                |                |        |
|  | Syrië          | 0 (5)          |   |                |                |        |
|  | Irak           | 0 (4)          |   |                |                |        |
|  |                |                |   |                |                |        |
|  |                |                |   |                | 3 juni – Amman |        |
|  |                |                |   |                | Iran           | 1      |
|  |                | Syrië          | 0 |                |                |        |
|  |                |                |   |                |                |        |
|  |                |                |   |                | derde plaats   |        |
|  | 31 mei – Amman | 31 mei – Amman |   | 3 juni – Amman | 3 juni – Amman |        |
|  | Iran           | 1              |   | Irak           | 4              |        |
|  | Jordanië       | 0              |   |                | Jordanië       | 1      |

### Halve finale
|                                |       |                                  |      |                              |
| 31 mei 2000 «onderlinge duels» | Syrië | 0 – 0 (n.v.) Strafschoppen 5 – 4 | Irak | Amman Internationaal Stadion |
| 31 mei 2000 «onderlinge duels» |       |                                  |      | Amman Internationaal Stadion |

|                                |            |       |          |                              |
| 31 mei 2000 «onderlinge duels» | Iran       | 1 – 0 | Jordanië | Amman Internationaal Stadion |
| 31 mei 2000 «onderlinge duels» | Karimi 17' |       |          | Amman Internationaal Stadion |

### Troostfinale
|                                |                                      |       |            |                              |
| 3 juni 2000 «onderlinge duels» | Irak                                 | 4 – 1 | Jordanië   | Amman Internationaal Stadion |
| 3 juni 2000 «onderlinge duels» | Farhan 16' 74' Kadhim 30' Muhsin 37' |       | Tadrus 48' | Amman Internationaal Stadion |

### Finale
|                                |                    |       |       |                              |
| 3 juni 2000 «onderlinge duels» | Iran               | 1 – 0 | Syrië | Amman Internationaal Stadion |
| 3 juni 2000 «onderlinge duels» | Bakhtiarizadeh 36' |       |       | Amman Internationaal Stadion |

| West-Aziatisch kampioenschap Winnaar 2000 |
| ----------------------------------------- |
|                                           |
| IRAN 1ste titel                           |